# ATP Challenger Meerbusch
Das ATP Challenger Meerbusch (offiziell zuletzt M.A.R.A. Open) war ein Tennisturnier in Meerbusch, das zwischen 2013 und 2023 ausgetragen wurde. Es war Teil der ATP Challenger Tour und wurde im Freien auf Sand gespielt. Rameez Junaid ist mit zwei Titeln im Doppel Rekordsieger des Turniers.

## Liste der Sieger

### Einzel
| Jahr | Sieger                  | Finalgegner           | Finalergebnis  |
| ---- | ----------------------- | --------------------- | -------------- |
| 2023 | Jan Choinski            | Camilo Ugo Carabelli  | 6:4, 6:0       |
| 2022 | Bernabé Zapata Miralles | Dennis Novak          | 6:1, 6:2       |
| 2021 | Tomás Barrios Vera      | Juan Manuel Cerúndolo | 7:67, 6:3      |
| 2020 | abgesagt                | abgesagt              | abgesagt       |
| 2019 | Pedro Sousa             | Peđa Krstin           | 7:64, 4:6, 6:3 |
| 2018 | Filip Horanský          | Jan Choinski          | 6:77, 6:3, 6:3 |
| 2017 | Ricardo Ojeda Lara      | Andreas Haider-Maurer | 6:4, 6:3       |
| 2016 | Florian Mayer           | Maximilian Marterer   | 7:64, 6:2      |
| 2015 | Andreas Haider-Maurer   | Carlos Berlocq        | 6:2, 6:4       |
| 2014 | Jozef Kovalík           | Andrei Kusnezow       | 6:1, 6:4       |
| 2013 | Jan Hájek               | Jesse Huta Galung     | 6:3, 6:4       |

### Doppel
| Jahr | Sieger                             | Finalgegner                            | Finalergebnis      |
| ---- | ---------------------------------- | -------------------------------------- | ------------------ |
| 2023 | Manuel Guinard Grégoire Jacq       | Fernando Romboli Marcelo Zormann       | 7:5, 7:63          |
| 2022 | David Pel Szymon Walków (2)        | Neil Oberleitner Philipp Oswald        | 7:5, 6:1           |
| 2021 | Szymon Walków (1) Jan Zieliński    | Dustin Brown Robin Haase               | 6:1, 6:3           |
| 2020 | abgesagt                           | abgesagt                               | abgesagt           |
| 2019 | Andre Begemann Florin Mergea       | N. Sriram Balaji Vishnu Vardhan        | 7:61, 6:74, [10:3] |
| 2018 | David Pérez Sanz Mark Vervoort     | Grzegorz Panfil Wolodymyr Uschylowskyj | 3:6, 6:4, [10:7]   |
| 2017 | Kevin Krawietz Andreas Mies        | Dustin Brown Antonio Šančić            | 6:1, 7:65          |
| 2016 | Michail Jelgin Andrej Wassileuski  | Sander Gillé Joran Vliegen             | 7:66, 6:4          |
| 2015 | Dustin Brown Rameez Junaid (2)     | Wesley Koolhof Matwé Middelkoop        | 6:4, 7:5           |
| 2014 | Matthias Bachinger Dominik Meffert | Gong Maoxin Peng Hsien-yin             | 6:3, 3:6, [10:6]   |
| 2013 | Rameez Junaid (1) Frank Moser      | Dustin Brown Philipp Marx              | 6:3, 7:64          |